# Mistrzostwa Europy w biegu 24-godzinnym 2003
11. Mistrzostwa Europy w biegu 24-godzinnym 2003 – zawody lekkoatletyczne, które odbyły się 11 i 12 października 2003 w Uden.

## Medaliści
|                         | 1. miejsce                                                        | Rezultat   | 2. miejsce                                                            | Rezultat   | 3. miejsce                                                        | Rezultat   |
| Mężczyźni indywidualnie | Paul Beckers                                                      | 270,087 km | Etienne van Acker                                                     | 264,967 km | Andrei Kazantsev                                                  | 258,037 km |
| Mężczyźni drużynowo     | Belgia 1. Paul Beckers · 2. Etienne van Acker · 3. Lucien Taelman | 791,901 km | Rosja 1. Andrei Kazantsev · 2. Dmitrii Tishin · 3. Vladimir Kurbatov  | 739,569 km | Francja 1. Mohamed Magroun · 2. Loic Lebon · 3. Dominique Provost | 715,792 km |
| Kobiety indywidualnie   | Irina Reutovich                                                   | 237,052 km | Galina Eremina                                                        | 232,050 km | Joelle Semur                                                      | 227,279 km |
| Kobiety drużynowo       | Rosja 1. Irina Reutovich · 2. Galina Eremina · 3. Irina Koval     | 684,858 km | Francja 1. Joelle Semur · 2. Colette Musy · 3. Veronique Jehanno-Valy | 649,303 km | Niemcy 1. Heike Pawzik · 2. Christine Sextl · 3. Marianne Dahl    | 594,304 km |

## Reprezentacja Polski

### Mężczyźni
Drużyna mężczyzn zajęła 14. miejsce z wynikiem 551,489 km
| Miejsce | Zawodnik         | Klub               | Rezultat   |
| 12.     | Marek Gulbierz   | LKS Korab Olecko   | 234,230 km |
| 60.     | Miroslav Lasota  | PKS Wałcz          | 167,086 km |
| 67.     | Waldemar Pędzich | LKS Kurp Ostrołęka | 150,173 km |

### Kobiety
| Miejsce | Zawodniczka        | Klub                        | Rezultat   |
| 22.     | Irena Lasota       | PKS Wałcz                   | 179,591 km |
| 28.     | Alicja Banasiak    | TKKF Beskidek Bielsko-Biała | 164,344 km |
| 35.     | Barbara Szlachetka | KS AZS AWF Wrocław          | 80,469 km  |